# تومي ليمان
تومي ليمان (بالسويدية: Tommy Lehmann)‏ هو لاعب هوكي الجليد سويدي، ولد في 3 فبراير 1964 في ستوكهولم في السويد.

## وصلات خارجية
- تومي ليمان على موقع دوري الهوكي الوطني (الإنجليزية)
- تومي ليمان على موقع قاعة مشاهير الهوكي (لاعب أن.إتش.أل) (الإنجليزية)
- تومي ليمان على موقع EliteProspects.com (الإنجليزية)
- تومي ليمان على موقع HockeyDB.com (الإنجليزية)
- تومي ليمان على موقع Hockey-Reference.com (الإنجليزية)